# Xã Pleasant Hill, Quận Izard, Arkansas
Xã Pleasant Hill (tiếng Anh: Pleasant Hill Township) là một xã thuộc quận Izard, tiểu bang Arkansas, Hoa Kỳ. Năm 2010, dân số của xã này là 349 người.